# Františkův Důl
Františkův Důl nebo též Františkodol je samota patřící k Světlé nad Sázavou, na rozhraní katastrálních území a evidenčních částí Lipnička a Kochánov. Nachází se přibližně 2 km od města Světlá nad Sázavou v jihozápadním směru u Pstružného potoka, pod vesnicí Lipnička. Necelý kilometr od této osady po toku potoka a u soutoku této místní vodoteče s řekou Sázavou se nachází osada Důl Maria - Mariadol.

## Historie

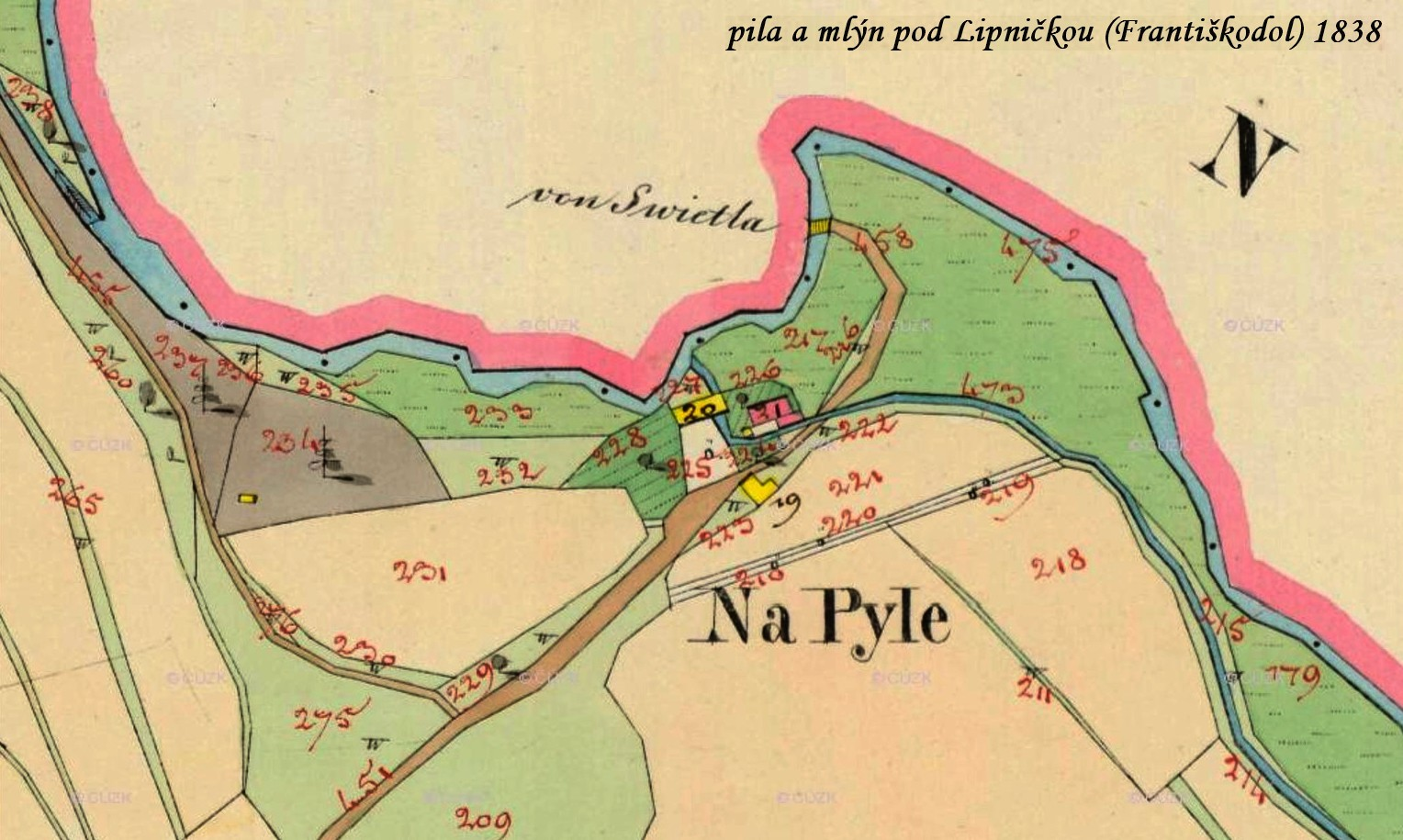
Pila a mlýn ve Františkodole (mapa stabilního katastru z roku 1838)

Původně se patrně jednalo o mlýn na Pstružném potoce, který se vlévá do řeky Sázavy. Na mapě prvního vojenského mapování z let 1764/8 je mlýn již zakreslen. Druhé.vojenské mapování z let 1836/52 rovněž mlýn zaznamenává, avšak jako „ Säge M. “, což znamená, že se jednalo o pilu. Objekt získal v roce 1770 číslo popisné 11. 
Prvním doloženým majitelem byl dle pozemkové knihy Franz Pross, který vlastnil pilu od roku 1792. Osada Františkův Důl byla založena německým sklářem Josefem Zopfem, který pod Lipničkou na bezejmenné samotě koupil pilu. Josef Zopf v roce 1852 pilu přestavěl na brusírnu skla. Brusírnu skla pojmenoval na Františkodol po svém otci skláři Františku Zopfovi. 
V roce 1863 Josef Zopf prodal brusírnu skla Josefu Schreiberovi kterého dobře znal. Z této brusírny skla Vojtěch Bárta vybudoval sklárnu.

## Místní sklářský průmysl

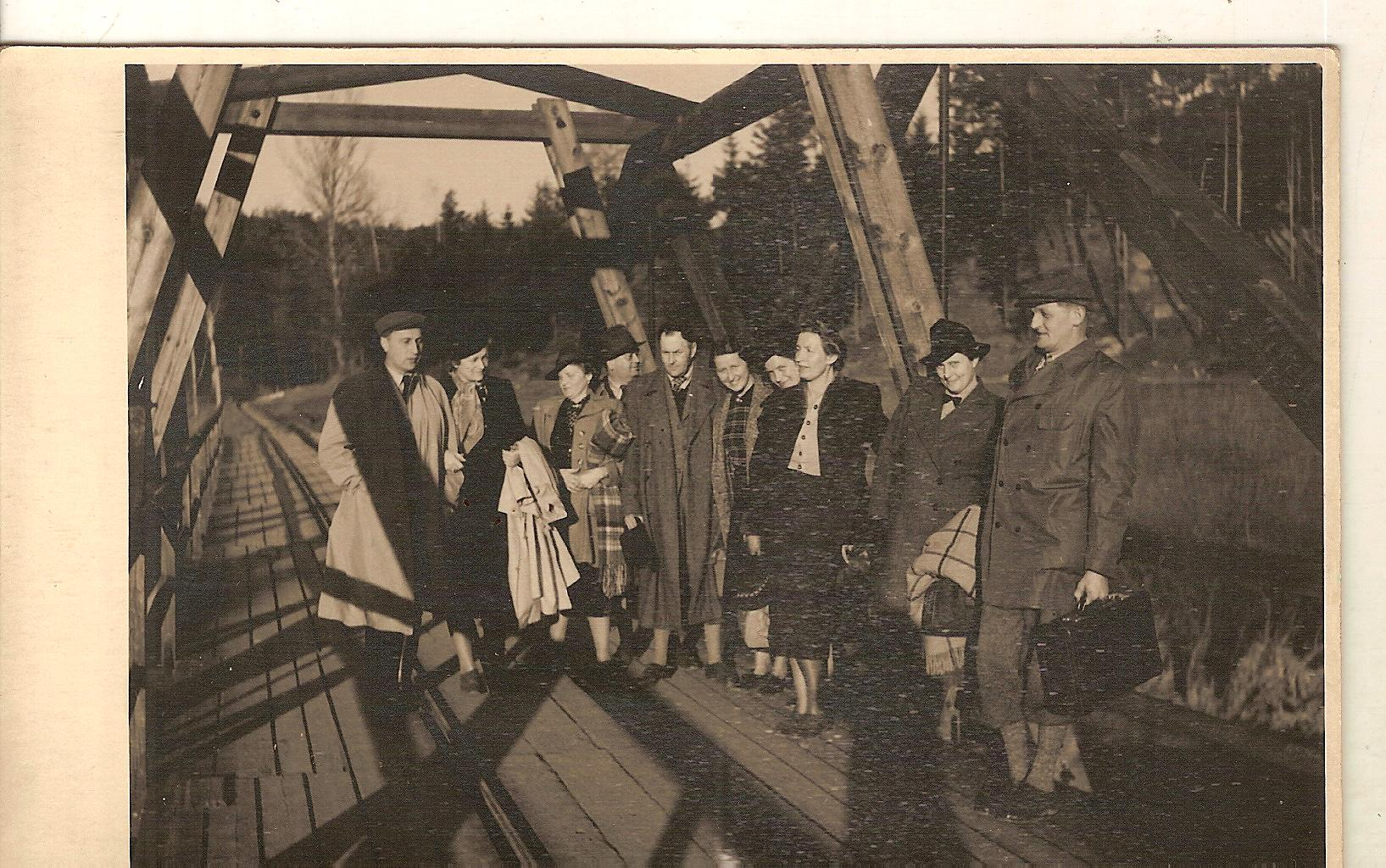
Dřevěný most přes řeku Sázavu, spojující břehy u Mrzkovic a Mariadolu. (Most a vlečka byly vybudovány kolem roku 1921). Pohled ve směru k osadě Mariadol. Na snímku z roku 1925 jsou patrny na mostě koleje úzkokolejky. Tato železniční vlečka vedoucí od železnice v Mrzkovicích dopravně dle potřeb obsluhovala průmyslové objekty - mlýn v Mariadole, sklárnu ve Františkodole a mlýn v nedaleké osadě Malý Mlýnek, který byl touto železnicí propojen i s mlýnem v Mrzkovicích produkujícím převážně od roku 1939 ovesné vločky. Most se zřítil 30. září 1931 a již nebyl obnoven.

Největší rozvoj místního sklářského průmyslu v devatenáctém a dvacátém století přinesl továrník Vojtěch Bárta. Tohoto podnikatele lze považovat za zakladatele zdejší sklářské tradice. Výrobky z Františkodolské sklárny se vyvážely zejména do Velké Británie a zámoří (USA, Kanada, Austrálie). Továrna zaměstnávala před první světovou válkou 100 sklářů a osada Františkodol se stala určitým místním průmyslovým centrem. Po první světové válce a úmrtí Vojtěcha Bárty však nastává silný útlum výroby. V roce 1934 je sklárna již přeměněna na pouhou velkou brusírnu skla, kterou kupuje firma Bratří Císařové. Továrnu vedl Čeněk František Císař. V té době byla továrna částečně elektrifikována elektrickým proudem vyráběným turbínou umístěnou do hráze nedalekého rybníka nazvaného dle svého majitele "Bárťák". Čeněk František Císař továrnu plošně elektrifikoval v souvislosti s plošnou elektrifikací celé samoty Františkodol. V roce 1946 je továrna znárodněna a začleněna do národního podniku Sklárny a brusírny Bohemia Havlíčkův Brod. Výroba je postupně utlumována. Další zlom nastává v roce 1973, kdy je zdejší výroba zastavena. Doposud zde pracující umělecká dílna pana Josefa Švarce, vyrábějící broušený a rytý olovnatý křišťál je přemístěna do Josefodolu, ostatní výroba pak do nově postaveného závodu Bohemia n.p. Poděbrady ve Světlé nad Sázavou. Po roce 1989 je tovární areál rozparcelován. V části továrny po delší odmlce zahájila sklářskou výrobu – broušení skla firma Classic – Magic – Glass. Ani tato firma však zdejší výrobu dlouho neudržela. Tovární areál se poté stal majetkem dalších firem. Budova mlýna v Mariadole byla též po určitou dobu využívána v přízemních prostorách jako brusírna skla, v prvním poschodí pak jako bytový objekt. Následně byla provedena celková vnitřní přestavba na podnikový rekreační objekt novým majitelem, kterým se stal národní podnik PAL Praha. K turistickým účelům jako penzion slouží i po roce 1989, kdy budova byla prodána novým vlastníkům.

## Majitelé brusírny skla (sklárny)
a) od zahájení výroby do znárodnění v roce 1946:
1. Josef Zopf – výroba zahájena v roce 1852, prodej brusírny skla Františkodol r.1863
2. Josef Schreiber – od roku 1863 do roku 1867 majitel brusírny skla ve Františkodole
3. od r. 1867 Václav Bárta
4. od r. 1867 Vojtěch Bárta – vybudování plnohodnotné sklárny, založení akciové společnosti " Bárta a spol "
5. od r. 1917 Zdeněk Hynek Bárta
6. od r. 1919 Moravská agrární a průmyslová banka v Německém brodě – založení spol. s ručením omezením "Bohemia, dříve Bárta a spol"
7. od r. 1934 Čeněk František Císař " firma Bratři Císařové " – do roku 1946

b) od roku 1946 do ukončení výroby v roce 1973
1. od r. 1946 firma Sklárna a brusírny Bohemia Havlíčkův Brod
2. od r.

c) od roku 1989 (areál továrny byl rozdělen na části)
1. firma Classic – Magic – Glass – byla vlastníkem části továrního areálu a provozovala brusírnu skla.

1. od r.

## Sport
Za nejvýznačnějšího sportovce, rodáka z Františkodolu lze s jistotou považovat syna továrníka Vojtěcha Bárty a malířky Berty Bártové – Schmidtové, autorky několika obrazů z okolí Františkodola Zdeňka Hynka Bártu, historicky prvního Olympionika narozeného na území dnešní Vysočiny. Zdeněk Hynek Bárta se jako šermíř účastnil Olympijských her v roce 1912 ve Stockholmu, kde obsadil čtvrté místo a tím přispěl k velmi slušnému umístění tehdy již samostatného Českého družstva, které zde vystoupilo v rámci výpravy naší tehdejší monarchie.

## Tenisový areál
Na území původní zahrady továrnické františkodolské vily vznikl v průběhu 60. let 20. století tenisový areál. Iniciátorem tohoto sportoviště byl Zdeněk Hynek Bárta, který s partou dobrovolníků a pomocí stavebních odborníků toto sportoviště realizoval a následně založil i tenisový oddíl Jiskra Františkodol. Na tenisových kurtech se sehrál nejeden tenisový zápas mládeže. Jako příklad lze uvést, že na zdejších tenisových kurtech hrál jako mladík jeden ze zápasů i Ivan Lendl, pozdější tenisové legenda. Tělovýchovná jednota byla finančně dotována místním sklářstvím.
Na františkodolských tenisových kurtech se sehrál nejeden významný zápas tenisové mládeže.
O místní Tělovýchovné jednotě se několikrát pochvalně zmiňoval jak okresní a krajský, tak i celorepublikový tisk, neboť se jednalo o poměrně unikátní úspěšný projekt sportovního klubu na poměrně neznámé samotě, která dosahovala pozoruhodných výsledků. K tomu jistě značnou měrou napomohla i účast státních trenérů, kteří sem na pozvání tenisového organizátora Zdeňka Hynka Bárty v době školních prázdnin zajížděli trénovat místní tenisovou mládež. Pod jejich odborným vedením zde vyrostl nejeden mladý nadějný tenista, který se umístil v krajských i celostátních žebříčcích na tenisových turnajích mládeže. Tuto aktivitu pak místní tenisté nazývaly "Tenisovou školou" Po vybudování nového podstatně většího tenisového areálu přímo ve městě Světlé nad Sázavou se většina tenisového dění přesunula do světelského areálu. Tím došlo k útlumu tenisu na dvorcích ve Františkodole.

## Významné osobnosti (rodáci)
a) Období od založení osady do roku 1918
1) Josef Zopf sklář narozen r.1828
2) Josef Schreiber
3) Václav Bárta
4) Vojtěch Bárta
5) Berta Schmidtová - Bártová
6) Zdeněk Hynek Bárta
b) Období od r. 1918 do roku 1945
Čeněk František Císař
c) Období od r. 1945 do roku 1989
Josef Švarc
d) Období od r. 1989